# عوامة ميكانيكية
العوامة الميكانيكية تعمل هذه العوامة على إغلاق مصدر الماء تدريجياً مع ارتفاع مستوى الماء حتى تصبح العوامة في وضع أفقي داخل الخزان، أي أن العملية ميكانيكية تماماً وهذا يسبب الكثير من المشكلات اهمها الترسبات الكلسية.
تصنع العوامة الميكانيكة من البلاستيك او الاستانلس او اى مواد اخرى تبعا للتطبيق المستخدمة به, فاستخدام العوامة الميكانيكية مع الماء وهو يسبب الصدأ كما انه موصل للكهرباء  يختلف عن استخدام العوامة فى خزانات الزيت يختلف عن العومات المستخدمة فى خزانات المنتجات الغذائية كاللبن مثلا وتختلف ايضا عن العوامات المستخدمة فى خزانات الكيماويات كالصودا او الحامض فى اجهزة الغسيل المركزى CIP

### الاستخدامات
تستخدم العوامات الميكانيكية فى العديد من التطبيقات اهمها
- التطبيقات المنزلية فى خزانات الماء المنزلية لفصل مضخة الماء تلقائيا عند امتلاء الخزان لمنع فيضان الماء من الخزان
- التطبيقات الصناعية فى الخزانات الصناعية المختلفة لفصل الطلمبات عند وصول السائل لمستوى معين بالخزان وايضا لتشغيل مصابيح بيان لتوضيح امتلاء الخزان من عدمه